# Ommatius kodaikanalensis
Ommatius kodaikanalensis är en tvåvingeart som beskrevs av Joseph och Parui 1995. Ommatius kodaikanalensis ingår i släktet Ommatius och familjen rovflugor.
Artens utbredningsområde är Tamil Nadu (Indien). Inga underarter finns listade i Catalogue of Life.